# Photopea
 (août 2023).
Photopea est un logiciel propriétaire de retouche et de traitement d'images matricielles et vectorielles. Disponible uniquement en ligne, le logiciel revendique 1,5 million d'utilisateurs en octobre 2018,. Il supporte la plupart des formats d'image, y compris les fichiers au format PSD ainsi que ceux issus de Sketch ou de GIMP. Il s'inspire très grandement du logiciel Photoshop de l'entreprise Adobe.